# El Prat de Llobregat
El Prat de Llobregat è un comune spagnolo di 63 897 abitanti situato nella comunità autonoma della Catalogna.
L'Aeroporto Internazionale di Barcellona si trova nel territorio comunale di El Prat de Llobregat ed è infatti spesso chiamato "Barcellona-El Prat".

## Prodotti tipici
In questo comune si alleva l'unico pollo di origine protetta (IGP) da parte della Commissione Europea chiamato dai locali pota blava.